# Jörg Kukies
Jörg Kukies (ur. 21 lutego 1968 w Moguncji) – niemiecki ekonomista i polityk, dyrektor zarządzający niemieckiego oddziału Goldman Sachs International (2014–2018), sekretarz stanu w ministerstwie finansów (2018–2021) oraz w Urzędzie Kanclerza Federalnego (2021–2024), w latach 2024–2025 minister finansów.

## Życiorys
Dołączył do Socjaldemokratycznej Partii Niemiec (SPD), był przewodniczącym jej młodzieżówki Jusos w Nadrenii-Palatynacie. W 1994 ukończył studia ekonomiczne na Université Panthéon-Sorbonne. Uzyskał magisterium z administracji publicznej w John F. Kennedy School of Government na Uniwersytecie Harvarda (1997) oraz doktorat z finansów na University of Chicago (2001).
Od 2001 był zawodowo związany z Goldman Sachs International, początkowo pracował w Londynie, a od 2004 we Frankfurcie nad Menem. Od 2007 był kierownikiem działu akcji (na Niemcy i Austrię), a od 2011 dyrektorem działu instrumentów pochodnych na Europę, Bliski Wschód i Afrykę. W latach 2014–2018 pełnił funkcję jednego z dyrektorów wykonawczych i dyrektora zarządzającego frankfurckim oddziałem Goldman Sachs International.
Od 2018 do 2021 pełnił funkcję sekretarza stanu w ministerstwie finansów. W 2021 został sekretarzem stanu w Urzędzie Kanclerza Federalnego; powierzono mu sprawy europejskie oraz kwestie dotyczące gospodarki i finansów. W 2022 był uczestnikiem konferencji Grupy Bilderberg w Waszyngtonie.
7 listopada 2024 został powołany na stanowisko ministra finansów w rządzie Olafa Scholza; zastąpił na tej funkcji Christiana Lindnera. Urząd ten sprawował do 6 maja 2025.

## Życie prywatne
Żonaty, ma córkę.